# Pogranitschnoje (Kaliningrad, Prawdinsk)
Pogranitschnoje (russisch Пограничное, deutsch Redden) ist ein untergegangener Ort in der russischen Oblast Kaliningrad (Gebiet Königsberg (Preußen)). Seine Ortsstelle liegt heute im Gebiet der Selbstverwaltungseinheit Prawdinskoje gorodskoje posselenije im Rajon Prawdinsk (Munizipal-/Stadtkreis Prawdinsk, deutsch Friedland (Ostpr.)).

## Geographische Lage
Die Ortsstelle von Pogranitschnoje liegt etwa zwei Kilometer nördlich der russisch-polnischen Staatsgrenze in der südlichen Mitte der Oblast Kaliningrad, jeweils 15 Kilometer nördlich der heute auf polnischem Gebiet gelegenen einstigen Kreisstadt Bartenstein (polnisch Bartoszyce) bzw. südwestlich der heutigen Rajonshauptstadt Prawdinsk (deutsch Friedland (Ostpr.)).
Östlich der Ortsstelle verläuft eine Nebenstraße, die Domnowo (Domnau) mit Schirokoje (polnisch Szczurkowo, deutsch Schönbruch) verbindet. Von dieser Straße zweigt unweit des einstigen Dorfs Storoschewoje (Klein Kitten) eine Straße ab, die zur Ortsstelle Pogranitschnoje führt.

## Geschichte

### Ortsgeschichte
Der im Jahre 1256 Ruddin genannte Ort führte in den ersten Jahrhunderten unterschiedliche Bezeichnungen: Ruddyn um 1350, Rodden bzw. Rödden (um 1400), Roden nach 1414, und später Redden bis zum Jahre 1950. Er bestand aus dem Dorf und einem Gut mit Park und Teich.
Sowohl als Landgemeinde als auch als Gutsbezirk war Redden von 1874 bis 1928 in den Amtsbezirk Polkitten (polnisch Pełkity) im ostpreußischen Kreis Friedland (ab 1927: Kreis Bartenstein) eingegliedert. Im Jahre 1910 belief sich die Einwohnerzahl des Dorfs Redden auf acht, und die des Guts Redden auf 137.
Am 30. September 1928 schlossen sich die Landgemeinde Redden sowie die Gutsbezirke Klein Klitten (russisch Storoschewoje), Louisenberg und Redden zur neuen Landgemeinde Redden zusammen. Die Zahl der Einwohner dieser so neu formierten Gemeinde belief sich im Jahre 1933 auf 277 und im Jahre 1939 auf 271.
Nachdem im Jahre 1945 in Kriegsfolge das gesamte nördliche Ostpreußen an die Sowjetunion abgetreten worden war, erhielt Redden am 5. Juli 1950 die russische Namensform „Pogranitschnoje“. Es wurde 1947 dem Domnowski selski sowjet (Dorfsowjet Domnau) zugeordnet, in den ersten Nachkriegsjahren wohl noch vereinzelt besiedelt, dann aber aufgegeben, und schon lange vor 1975 in den Nachbarort Soldatowo (Sehmen) integriert wurde.

### Gut Redden
Anfang 1927 hatte das Gut Redden eine Größe von 455 Hektar, davon waren 318 Hektar Acker, 65 Hektar Wiesen, 40 Hektar Wald, vier Hektar Unland und acht Hektar Wasser.
Zum Betrieb gehörten 41 Pferde, 120 Rinder, 120 Schafe und 20 Schweine.
Seine Besitzer waren aus den Familien von der Groeben (1468), von Sacken (1614), von Kalnein (1671), von Creytzen (1691) bis hin zu von Platen (1860) und von Quast. Im Jahre 1927 wurde das Gut aufgesiedelt.
In der Vorhalle der Kirche Schönbruch, zu der Redden gehörte, war ein Epitaph des um die 16./17. Jahrhundertwende lebenden Ehepaares Georg von der Groeben und Dorothea geborene von Lehndorff, angebracht. Als die Kirche im Jahre 1974 abgebrochen wurde, ging man dieses Steinbildes verlustig. Im Sommer 2013 gelang es Christian von der Groeben es wiederzubekommen. Es steht heute im Deutsch-russischen Haus in Kaliningrad (deutsch Königsberg (Preußen)).

## Kirche
Bis 1945 war Redden ein Kirchspielort der evangelischen Kirche Schönbruch (russisch Schirokoje, polnisch Szczurkowo) in der Kirchenprovinz Ostpreußen der Kirche der Altpreußischen Union, außerdem eingepfarrt in die römisch-katholische Kirche in Bartenstein (polnisch Bartoszyce) im damaligen Bistum Ermland.